# Alpe Adria Football League 2015.
Alpe Adria Football League je svoje treće izdanje imala u sezoni 2015. Sudjelovalo je sedam klubova iz Bosne i Hercegovine, Hrvatske, Slovenije i Srbije, a prvakom je treći put postala momčad Maribor Generals.

## Sudionici
- Sarajevo Spartans - Sarajevo
- Zagreb Patriots - Zagreb
- Alp Devils - Kranj
- Maribor Generals - Maribor
- Beograd Blie Dragons - Beograd
- Niš Imperatori - Niš
- Pančevo Panthers - Pančevo

## Ljestvice i rezultati
- plasirali se u doigravanje
| mj    | klub                 | ut    | pob   | por   | ner   | poen+ | poen- |
| Zapad | Zapad                | Zapad | Zapad | Zapad | Zapad | Zapad | Zapad |
| ----- | -------------------- | ----- | ----- | ----- | ----- | ----- | ----- |
| 1.    | Zagreb Patriots      | 6     | 5     | 1     | 0     | 168   | 46    |
| 2.    | Maribor Generals     | 6     | 5     | 1     | 0     | 128   | 81    |
| 3.    | Alp Devils           | 6     | 2     | 4     | 0     | 103   | 104   |
| 4.    | Sarajevo Spartans    | 6     | 0     | 6     | 0     | 18    | 186   |
|       |                      |       |       |       |       |       |       |
| Istok |                      |       |       |       |       |       |       |
| 1.    | Pančevo Panthers     | 2     | 2     | 0     | 0     | 60    | 36    |
| 2.    | Beograd Blue Dragons | 2     | 0     | 1     | 1     | 20    | 23    |
| 3.    | Niš Imperatori       | 2     | 0     | 1     | 1     | 16    | 37    |

### Doigravanje
| klub1            | rez.          | klub2                |
| poluzavršnica    | poluzavršnica | poluzavršnica        |
| ---------------- | ------------- | -------------------- |
| Zagreb Patriots  | 10:8          | Beograd Blue Dragons |
| Pančevo Panthers | 28:35         | Maribor Generals     |
|                  |               |                      |
| AAFL Bowl        |               |                      |
| Zagreb Patriots  | 16:36         | Maribor Generals     |

## Unutarnje Poveznice
- Alpe Adria Football League

## Vanjske poveznice
- football-aktuell.de, AAFL 2015., pristupljeno 18. listopada 2015.
- generals.si, Trikratni zaporedni prvaki AAFL  Arhivirana inačica izvorne stranice od 14. studenoga 2015. (Wayback Machine), pristupljeno 18. listopada 2015.
- CEFL – sezona 2015.